# Aeronaut-Gletscher
Der Aeronaut-Gletscher ist ein Gletscher mit geringem Gefälle im ostantarktischen Viktorialand. Sein Entstehungsgebiet liegt nordöstlich der Gair Mesa, von wo er über eine Länge von 40 km zum oberen Abschnitt des Aviator-Gletschers fließt, den er nahe dem Navigator-Nunatak erreicht.
Die Nordgruppe der New Zealand Geological Survey Antarctic Expedition (1962–1963) benannte ihn in Verbindung mit dem Aviator-Gletscher in Erinnerung an die Leistungen der Flugstaffel VX-6 der United States Navy im Dienste unterschiedlicher Forschungsreisen.